# Colonia el Tarimoro
Colonia el Tarimoro är en ort i Mexiko, tillhörande kommunen Calimaya i delstaten Mexiko, i den centrala delen av landet. Orten hade 724 invånare vid folkräkningen 2010.